# Cyperus alopecuroides
Cyperus alopecuroides är en halvgräsart som beskrevs av Christen Friis Rottbøll. Cyperus alopecuroides ingår i släktet papyrusar, och familjen halvgräs. Inga underarter finns listade i Catalogue of Life.